# Attmar
Attmar is een plaats in de gemeente Sundsvall in het landschap Medelpad en de provincie Västernorrlands län in Zweden. De plaats heeft 146 inwoners (2005) en een oppervlakte van 38 hectare. De plaats ligt aan het meer Marmen, dit meer is eigenlijk een verbreed stuk van de rivier de Ljungan.